# Gumulan (Klaten Tengah)
Gumulan is een bestuurslaag in het regentschap Klaten van de provincie Midden-Java, Indonesië. Gumulan telt 5699 inwoners (volkstelling 2010).